# Asperjoc
Asperjoc é uma ex-comuna francesa na região administrativa de Auvérnia-Ródano-Alpes, no departamento de Ardèche. Estendeu-se por uma área de 8,47 km². Em 2010 a comuna tinha 393 habitantes (densidade: 46,4 hab./km²).
Em 1 de janeiro de 2019, ela foi inserida no território da nova comuna de Vallées-d'Antraigues-Asperjoc.